# Campionat de França de Rugbi Top-14 2022-2023
El Campionat de França de Rugbi Top-14 2022-2023 està organitzat per la Lliga Nacional de Rugbi de França. El vigent campió és Montpellier HRC que guanyà l'Escut de Brennus la temporada passada. S'inicià el 3 de setembre del 2022 i s'acabarà el dia 17 de juny del 2023.

## Classificació
A 21 abril 2023
| Classificació general del Top 14 | Classificació general del Top 14 | Classificació general del Top 14 | Classificació general del Top 14 | Classificació general del Top 14 | Classificació general del Top 14 | Classificació general del Top 14 | Classificació general del Top 14 | Classificació general del Top 14 | Classificació general del Top 14 | Classificació general del Top 14 | Classificació general del Top 14 | Classificació general del Top 14 | Classificació general del Top 14 | Classificació general del Top 14 |
| Class.                           | Clubs                            | Pts                              | J                                | G                                | E                                | P                                | B0                               | BD                               | pf                               | pc                               | p±                               | af                               | ac                               | a±                               |
| -------------------------------- | -------------------------------- | -------------------------------- | -------------------------------- | -------------------------------- | -------------------------------- | -------------------------------- | -------------------------------- | -------------------------------- | -------------------------------- | -------------------------------- | -------------------------------- | -------------------------------- | -------------------------------- | -------------------------------- |
| 1.                               | Stade Toulousain                 | 71                               | 22                               | 15                               | 1                                | 6                                | 8                                | 1                                | 566                              | 402                              | 164                              | 61                               | 38                               | 23                               |
| 2.                               | Stade Rochelais                  | 65                               | 22                               | 14                               | 0                                | 8                                | 6                                | 3                                | 579                              | 406                              | 173                              | 63                               | 39                               | 24                               |
| 3.                               | Stade Français                   | 60                               | 22                               | 12                               | 1                                | 9                                | 5                                | 5                                | 540                              | 393                              | 147                              | 56                               | 37                               | 19                               |
| 4.                               | Rugby Club Toulonnais            | 57                               | 22                               | 13                               | 0                                | 9                                | 3                                | 2                                | 520                              | 441                              | 79                               | 58                               | 43                               | 15                               |
| 5.                               | Lyon OL U                        | 56                               | 22                               | 12                               | 0                                | 10                               | 3                                | 5                                | 556                              | 522                              | 34                               | 65                               | 48                               | 17                               |
| 6.                               | Racing Club de France            | 56                               | 22                               | 12                               | 1                                | 9                                | 3                                | 3                                | 590                              | 601                              | −11                              | 61                               | 65                               | −4                               |
| 7.                               | US Bordeaux Bègles               | 54                               | 22                               | 11                               | 1                                | 10                               | 3                                | 5                                | 489                              | 426                              | 63                               | 42                               | 39                               | 3                                |
| 8.                               | Aviron Bayonnais                 | 50                               | 22                               | 11                               | 1                                | 10                               | 2                                | 2                                | 509                              | 506                              | 3                                | 47                               | 55                               | −8                               |
| 9.                               | Montpellier HRC                  | 48                               | 22                               | 10                               | 0                                | 12                               | 4                                | 4                                | 516                              | 491                              | 25                               | 53                               | 47                               | 6                                |
| 10.                              | Clermont Auvergne                | 46                               | 22                               | 9                                | 1                                | 12                               | 3                                | 5                                | 493                              | 539                              | −46                              | 56                               | 57                               | −1                               |
| 11.                              | Castres Olympique                | 44                               | 22                               | 10                               | 1                                | 11                               | 0                                | 2                                | 456                              | 548                              | −92                              | 37                               | 51                               | −14                              |
| 12.                              | Section Paloise                  | 41                               | 22                               | 8                                | 1                                | 13                               | 3                                | 4                                | 499                              | 571                              | −72                              | 52                               | 66                               | −14                              |
| 13.                              | USAP Perpinyà                    | 35                               | 22                               | 8                                | 0                                | 14                               | 0                                | 3                                | 400                              | 617                              | −217                             | 44                               | 75                               | −31                              |
| 14.                              | CA Brive-Corrèze                 | 27                               | 22                               | 5                                | 0                                | 17                               | 1                                | 6                                | 368                              | 618                              | −250                             | 35                               | 70                               | −35                              |